# حقوق فردی و گروهی
حقوق گروهی که همچنین به عنوان حقوق جمعی نیز شناخته می‌شود، معمولاً توسط همه اعضای گروه و نه به صورت تکی رعایت می‌شوند هستند، در مقابل حقوق فردی حقوقی هستند که توسط تک تک افراد گروه رعایت می‌شوند حتی اگر آن‌ها در گروه‌های تمایز یافته باشند که بیشتر آن‌ها اینگونه هستند. حقوق گروهی در طول تاریخ هم برای تسهیل و هم برای تجاوز به حقوق فردی استفاده شده‌اند که این موضوع به صورت بحث‌برانگیز باقی مانده‌است.

## حقوق گروهی سازمان‌ها
علاوه بر حقوق گروه‌ها که بر اساس ویژگی‌های شخصیتی تغییرناپذیر اعضای آن ایجاد شده‌است نوع دیگری از حقوق گروهی وجود دارد که برای افراد سازمان‌ها ایجاد شده‌اند که شامل اتحادیه‌های کارگری، شرکت‌های بزرگ، شرکت‌های تجاری، اتاق‌های بازرگانی و احزاب سیاسی می‌شوند.